# 保坂猛

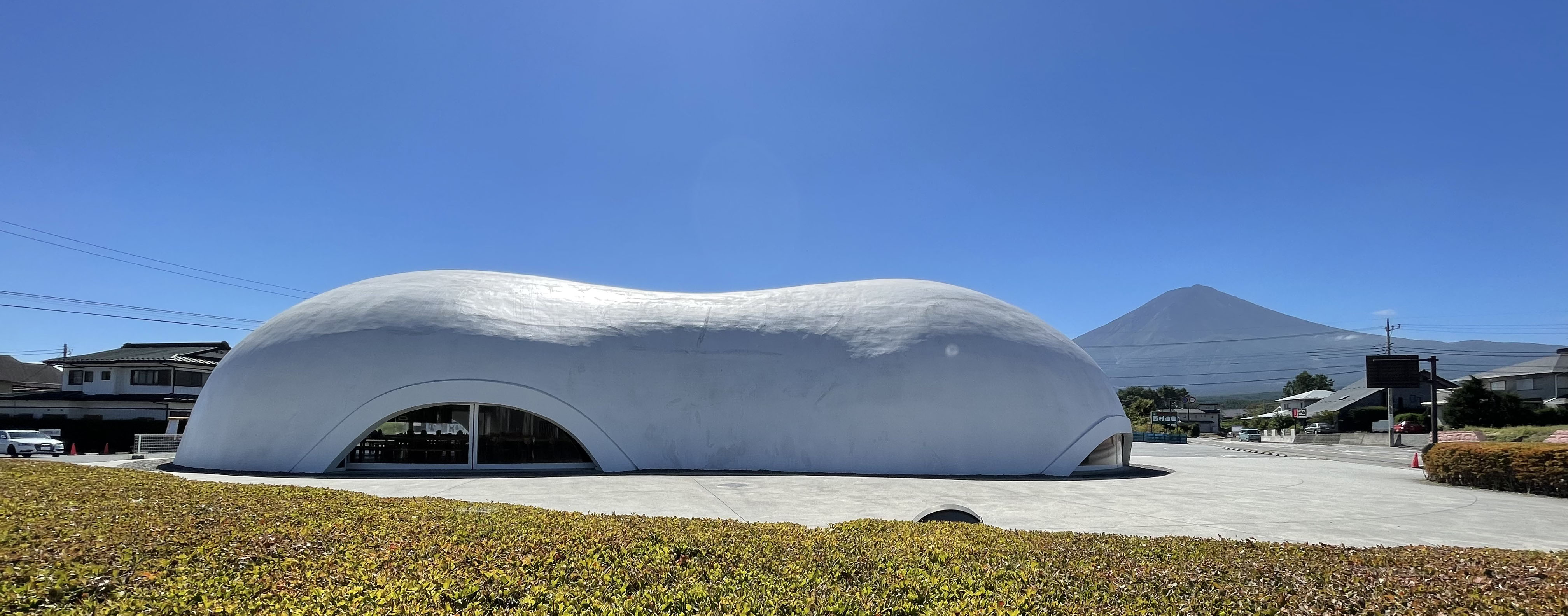
ほうとう不動

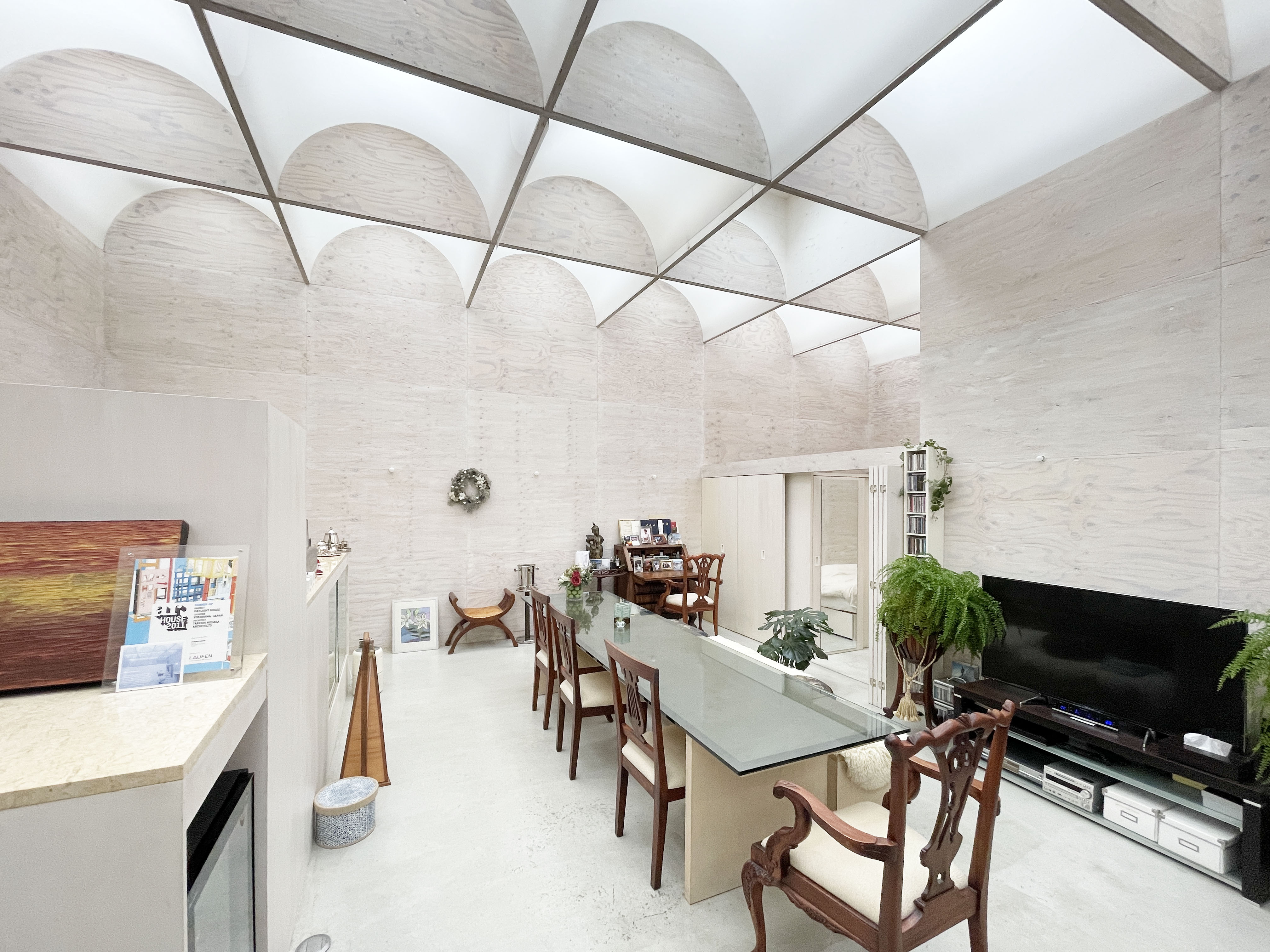
Daylight House

保坂 猛（ほさか たけし、1975年 - ）は、日本の建築家。保坂猛建築都市設計事務所主宰。

## 来歴
山梨県甲府市出身。小学年の頃から建物や外構・町の景観に興味を持つようになり、改善点を考える習慣があった。中学生の時に見た映画TOPGUNに憧れ戦闘機のパイロットにも興味を持った。中学３年からドラムをはじめ、大学２年までジェフ・ポーカロ、ジョン・ボーナム、則竹裕之、YOSHIKIなどを見てトレーニングをした。北杜市立甲陵高等学校卒業後、1994年に防衛大学校に入校し戦闘機のパイロットを目指すが、受験勉強後の視力低下により断念し退校。
1995年横浜国立大学工学部建設学科建築学コースに入学し、建築を学びながら軽音とジャズ研に所属しドラムを続けた。大学２年の秋学期に非常勤講師であった建築家・坂茂の９スクエアグリッドの設計課題で衝撃を受け、ドラムのステックを置き、建築に専念する決意をした。山田弘康、北山恒、飯田善彦、野田俊太郎、野沢正光らから薫陶を受けた。卒業設計のタイトルは「ROJI KOUEN」、横須賀市の米軍基地・自衛隊と周辺地域との境界に接する３つの公園にガラスのヴォリュームで満たし、周辺の路地を引き込み公園と周辺地域をネットワークでつなぐ新しい公共空間を提案した。
卒業設計終了後の製図室で、同級生の西田司から西田邸（建築家・西田勝彦が施主）の設計プロジェクトに誘われ、共同名義で建築設計SPEED STUDIOを結成した。横浜国立大学大学院に通いながら設計活動を行い、西田邸を建築文化2000年6月号と新建築住宅特集2000年6月号で発表し建築界にデビュー、葉山の別荘を2001年2月号で発表した。大学院では西沢立衛、團紀彦からも薫陶を受けた。修士論文のタイトルは「ジュゼッペ・テラーニのカサ・デル・ファッショについて」。2001年3月修士課程修了

## 設計活動概要
1999-2003
建築設計SPEED STUDIOでの共同設計により、保坂邸（山梨県甲府市）、３階建てのアパートメント（溝ノ口、神木）、茅ヶ崎の家、箱根の別荘、壱岐の家（長崎県壱岐郡）、パイナップルハウス（墨田区）、ストリートインハウス（千葉県市川市）、トリサワタカアキ（古着店）斜め壁の家（横浜市）、太田邸（横浜市）、アロマハウス（東京都）など２０作品が竣工、2003年にユニットを解散した。

2004-2015
2004年保坂猛建築都市設計事務所を横浜市西区にて設立し、同年5月法人化、関内弁天通り2-25関内キャピタルビルに移転し、2016年4月まで横浜関内にて活動。横浜時代の代表作に１件目の自邸LOVE HOUSE（横浜市）、屋内と屋外の家（横浜市）、アクリルの家（富士河口湖町）、ほうとう不動・東恋路店（河口湖町の郷土料理店）DaylightHouse（横浜市西区）、湘南キリスト教会教会堂、本郷台キリスト教会チャーチスクール・保育園（横浜市栄区）などがある。

2015-2023

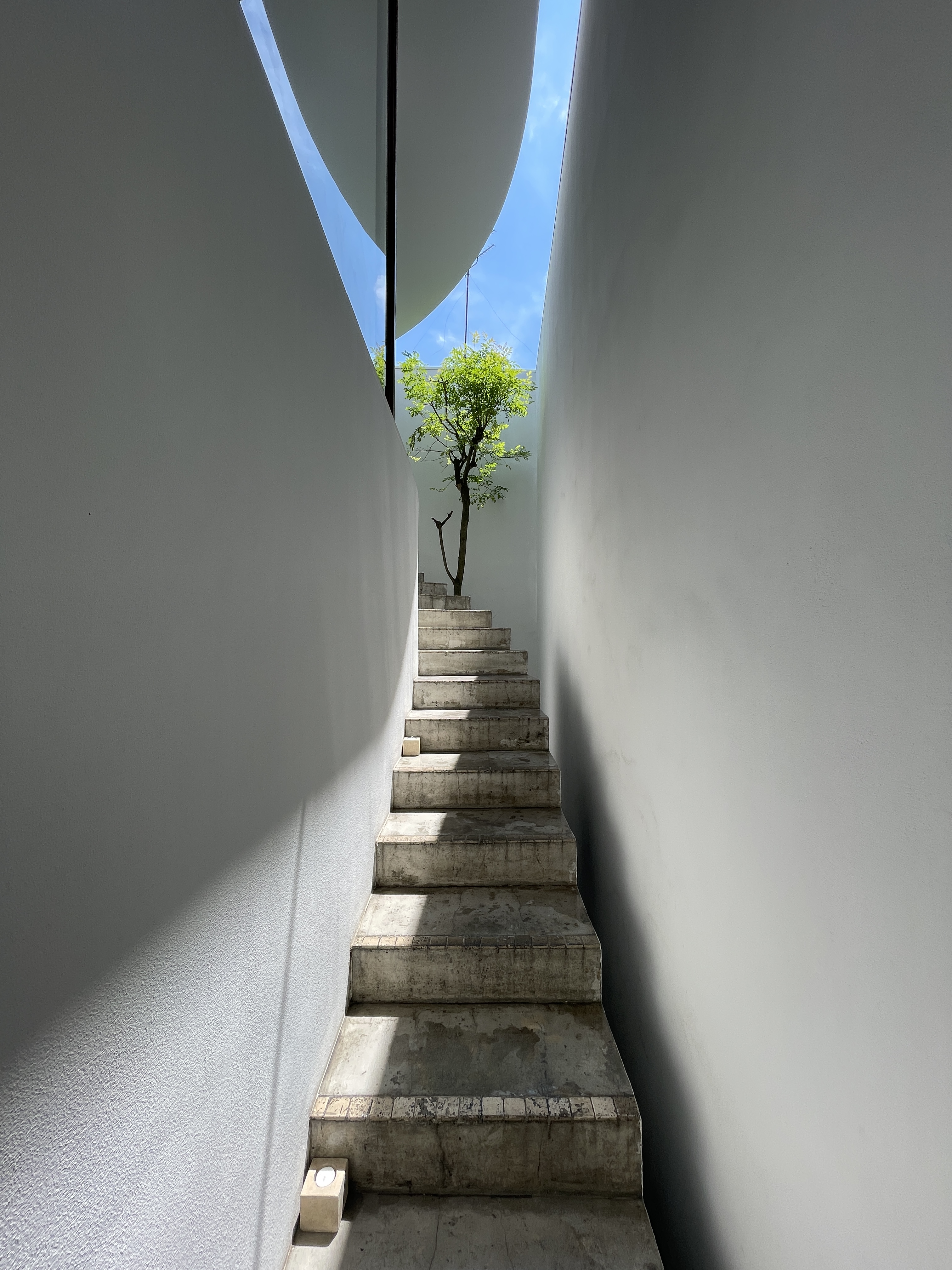
LOVE HOUSE

2016年5月に早稲田大学キャンパスに程近い新宿区山吹町358に移転し、現在に至る。早稲田に移転後は、２件目の自邸LOVE2HOUSE（東京都）、鎌倉雪ノ下教会墓地、SEESAW COFFEE（上海）、バルコニーハウス（台東区）、小机の家（横浜市）など発表し設計活動と教育活動の両輪で活動している。

2024-

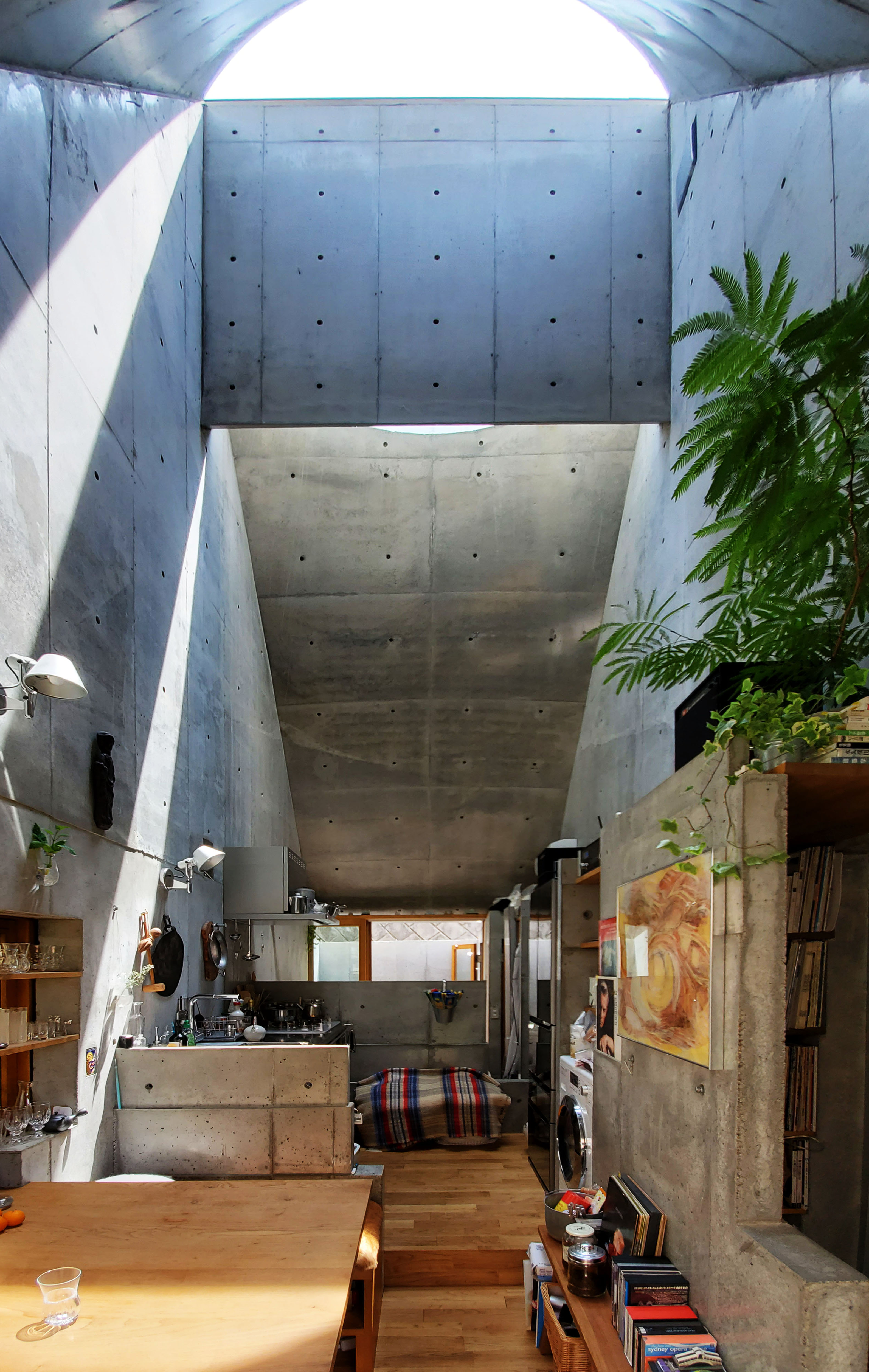
LOVE2 HOUSE

2024年4月に新宿区新宿7丁目に引越し、設計業務に専念する体制をとり新たなスタートをきった。

## 教育活動
- 国士舘大学理工学部非常勤講師（2004 - 2014）
- 法政大学工学部非常勤講師（2010 - 2014）
- 横浜国立大学工学部非常勤講師（2012 - 2014）
- 東京理科大学工学部非常勤講師（2012 - 2014）
- 工学院大学工学部非常勤講師（2014）
- 早稲田大学芸術学校非常勤講師（2014）
- 広島工業大学非常勤講師（2015 - 2021）
- 早稲田大学芸術学校准教授（2015 - 2024.03）
- 早稲田大学理工学部非常勤講師（2018 - 2023）
- 早稲田大学芸術学校非常勤講師（2024-）
- 名古屋工業大学非常勤講師（2024-）

## 主な作品
- いすみの別荘（2022年10月竣工、45mの護岸のようなRC壁、キャンプフィールド）
- 鎌倉雪ノ下教会墓地

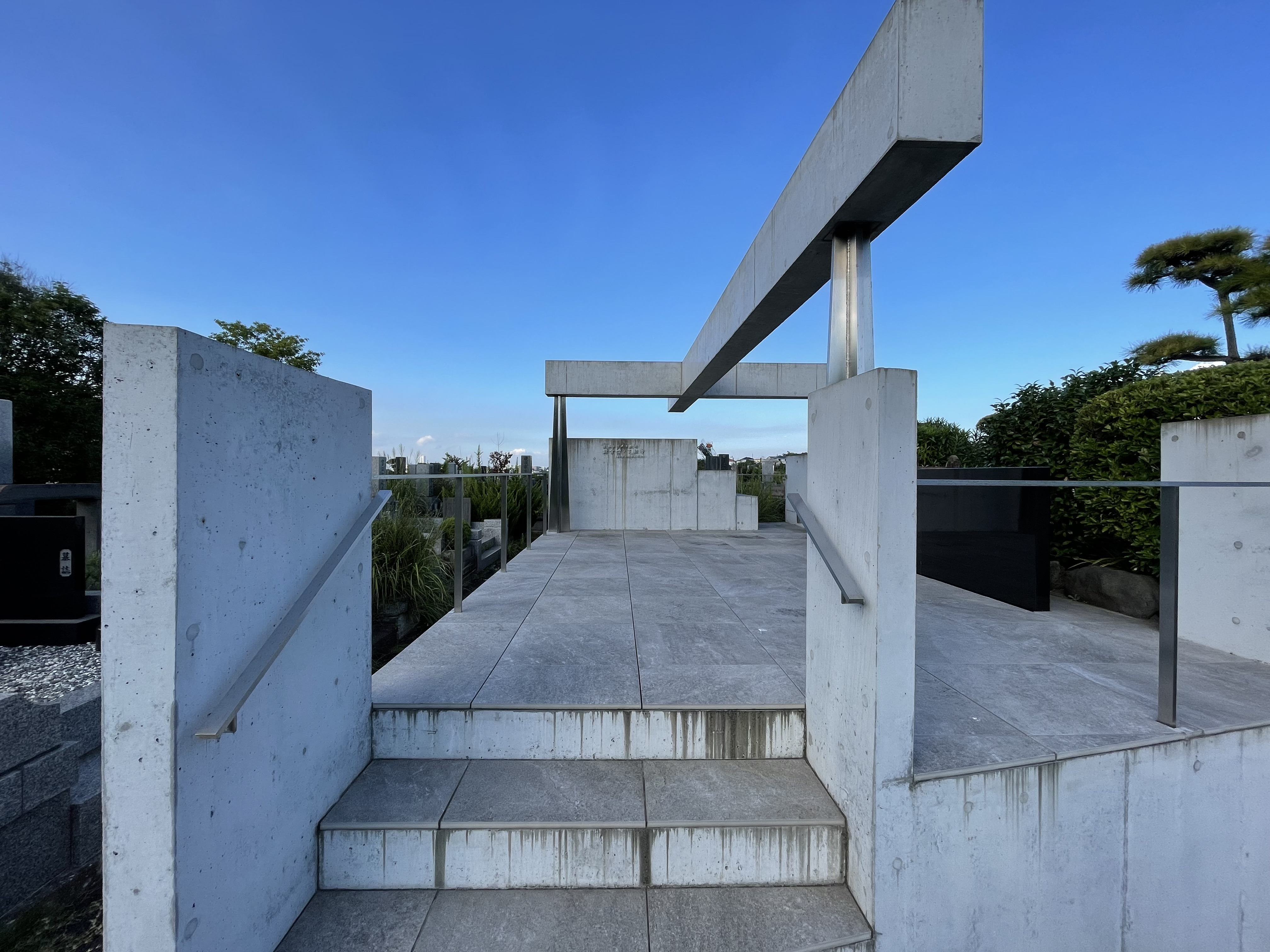
鎌倉雪ノ下教会墓地

　（2020年5月竣工、日本キリスト教団鎌倉雪ノ下教会の共同墓地、1965年の墓地を地下納骨室躯体を残し改修）
 
- LOVE2 HOUSE（2019年2月竣工、東京都、２件目の自邸、RC平屋、延床19m2）

- 守下邸 Enclave House　（2019年竣工、千葉県船橋市）

- Put Pot House　（2018年竣工、千葉県市川市）
- seesaw coffee 上海華潤店　（2019年12月竣工、カフェ店舗、延床面積220m2）

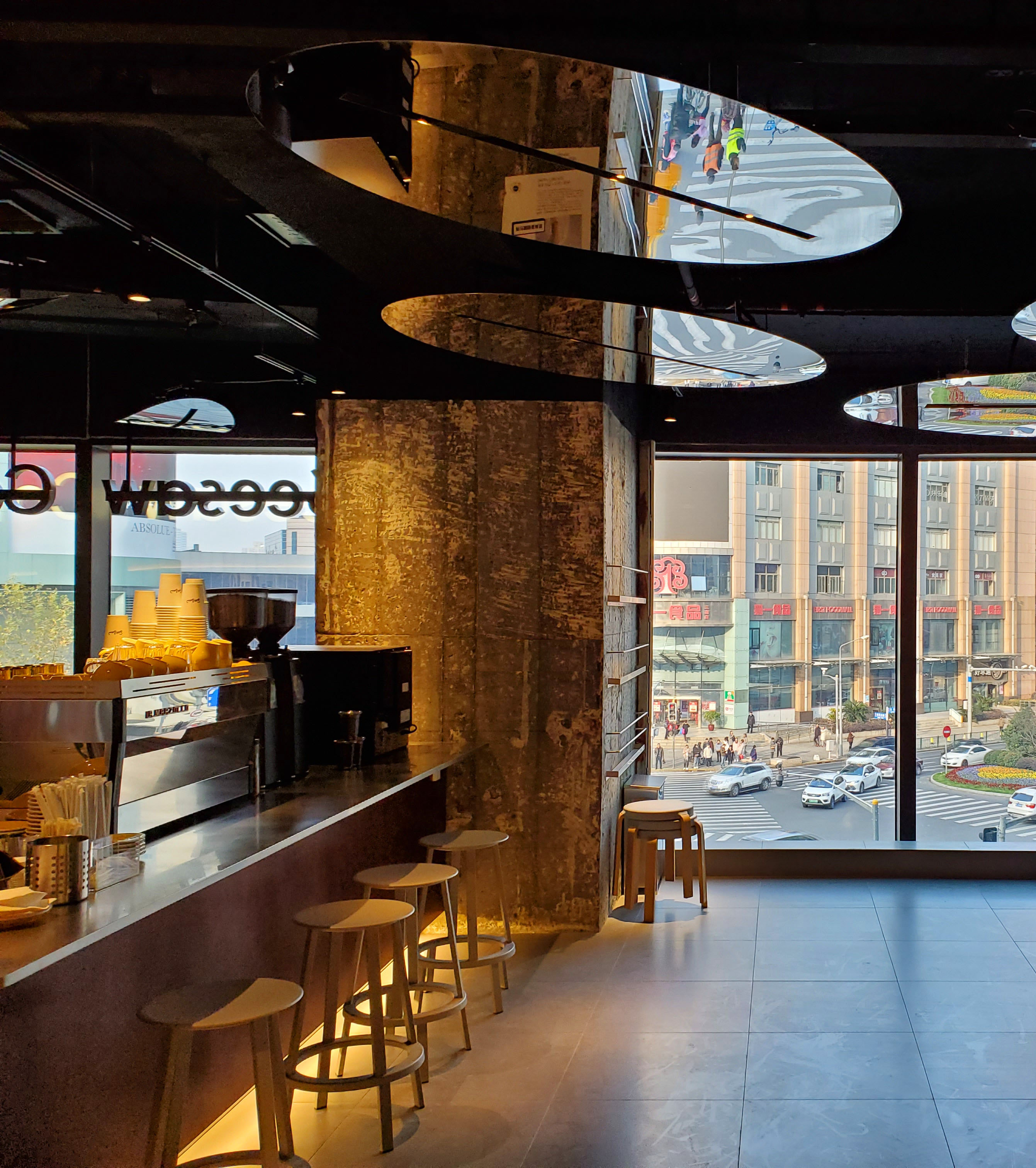
SeesawCoffee

- 湘南キリスト教会教会堂　（2014年6月竣工、湘南キリスト教会50周年新会堂の建設）

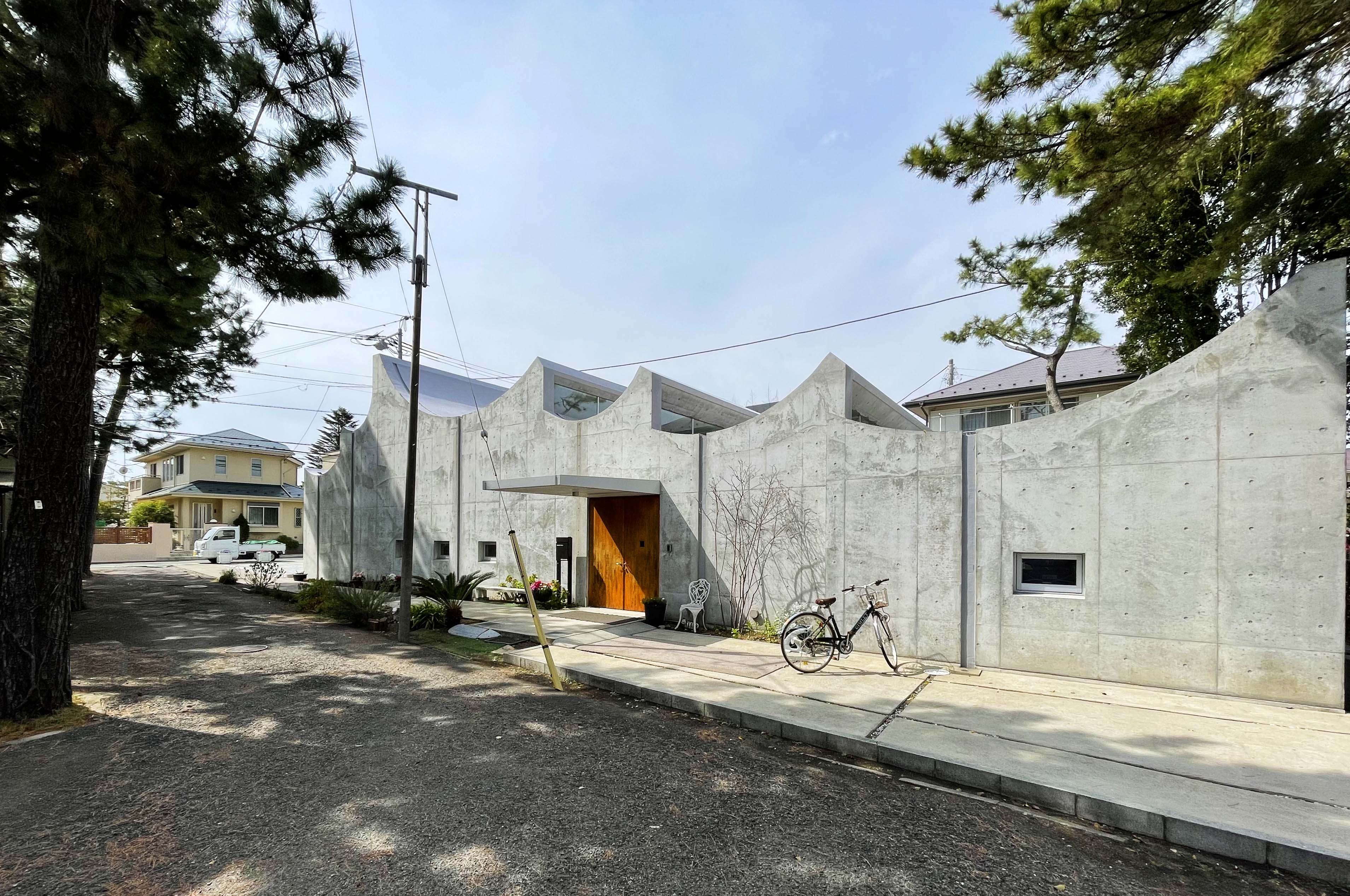
湘南キリスト教会教会堂

- バルコニーハウス　（2017年竣工、東京都台東区、天井の高いワンルーム空間のあちこちのバルコニーがある生活で下町情緒あふれる個人住宅）
- 小机の家　（2017年12月竣工）
- 名古屋のコートハウス　（2014年９月竣工）
- House119　（2019年竣工、神奈川県厚木市、玉川に面する扇型平面の個人住宅）
- ナヴォタス避難ビル　（2016一部竣工、フィリピンの水上バラック地区に面する避難施設。平時は教育施設として利用）
- 杉田邸　（2016年竣工　山梨県山梨市、敷地内に小川が流れ、自然豊かな環境にフィンガープランで伸び伸び平屋で曲面壁と窓で光と風景が入る家）
- LAPIN　（2013年竣工、甲府市、フレンチバーベキューレストラン、荒川の護岸形状のシルエット、RC造）
- スパイダーハウス　（2013年竣工、神奈川県逗子市、海や富士山、目の前の森、など良好な周辺眺望を得る11角形平面の住宅）
- 屏風ヶ浦の家　（2012年竣工、地下１地上２階、地下も地上も湾曲コンクリート床、同じ開口部を地上に持つ個人住宅）
- 川口邸　（2011年竣工、山梨県富士吉田市、屋外から屋内へのグラデーション、アクリル大天窓）
- ROOM ROOM　（2011年竣工、東京都板橋区、聴覚障害をもつご家族のコミュニケーションを生む小窓が床・壁・天井にある）
- DAYLIGHT HOUSE　（2011年竣工、上からの光を取り入れる29個の天窓、曲面アクリル天井で光を拡散）
- Inside out　（2010年竣工、東京都葛飾区、猫のために家を建てる、猫も人間も半屋外で自然に親しむ）
- 代々木のオフィスビル　（2010年12月竣工、正方形平面、ハイサイド窓から自然光が入るオフィス建築）
- ほうとう不動　（2009年12月竣工、河口湖郷土料理店、富士山にかかる雲、RCシェル構造、エアコンを使わない環境建築）
- 本郷台キリスト教会 チャーチスクール 保育園　（2010年2月竣工、横浜市、本郷台キリスト教会が運営、チャーチスクールと保育園）
- 屋内の家＋屋外の家　（2009年竣工　屋内棟は普通機能、屋外棟は余剰のアメニティの場、２つの棟を行き来する）
- 水戸の住宅　（2008年竣工、茨城県水戸市、斜面に面した眺望テラスでカフェのように暮らす個人住宅）
- 屋内と屋外の家　（2007年10月竣工、横浜市、三角形敷地に三角形の中庭、屋内と屋外を同面積とした住宅）
- アクリルの家　（2006年12月竣工、富士河口湖町、寒冷地で熱伝導率の低い20mm厚の大アクリル面で四方を囲う）
- LOVE HOUSE　（2005年7月竣工、保坂猛１件目の自邸、木造２階、延床38m2、ほとんどの季節オープンエアーで生活）

- 保坂邸　（speed studio）
- 3 Story Apartment　（speed studio）
- パイナップルハウス　（speed studio）
- ストリートインハウス　（speed studio）
- 葉山の別邸　（speed studio）
- 西田邸 　（speed studio）

## 展覧会
- @ ASJ 東京 「春霞 HARUGASUMI」（2019年3月8日から3月24日）
- @ Pompidou-Metz Japan-ness. Architecture（2017年9月9日）
- @ プリズミックギャラリー 「Ku u so u」展 in Tokyo（2014年1月14日から2月17日）
- @ チェコ　チェスケー・ブジェヨビッツェ 「Ku u so u」（2013年4月4日から5月2日）
- @ INAX GINZA「FOREST OF SKETCH」（2011年7月11日から7月19日）

## 受賞歴
アワード
- 2022　日本建築学会作品選奨「LOVE2 HOUSE」
- 2021　グッドデザイン賞「鎌倉雪ノ下教会墓地」
- 2017　第１回JIA神奈川デザインアワード 審査員河内一泰賞「バルコニーハウス」
- 2017　JIA東海住宅建築賞 奨励賞「名古屋のコートハウス」
- 2017　愛知建築士会 第８回建築コンクール テーマ 時間の建築 優秀賞「湘南キリスト教会」
- 2017　AICA施工例コンテスト2016 優秀賞「名古屋のコートハウス」
- 2016　第60回神奈川建築コンクール 優秀賞「HOUSE 119」
- 2016　日本建築学会関東支部神奈川支所賞「HOUSE 119」
- 2016　日本建築家協会関東甲信支部JIA神奈川賞「HOUSE 119」
- 2015　第59回神奈川建築コンクール 優秀賞「湘南キリスト教会」
- 2015　第47回中部建築賞「名古屋のコートハウス」
- 2015　Taipei International Design Award 2015 優選「名古屋のコートハウス」
- 2013　JIA新人賞 「Daylight House」
- 2013　日本建築仕上学会賞　作品賞 「ほうとう不動」
- 2012　第56回神奈川建築コンクール 優秀賞「本郷台スクール 保育園」
- 2012　第56回神奈川建築コンクール 優秀賞 「Daylight House」
- 2012　日本建築学会関東支部神奈川支所賞「本郷台スクール 保育園」
- 2012　日本建築家協会関東甲信支部JIA神奈川賞 「Daylight House」
- 2012　日本建築家協会関東甲信支部JIA神奈川賞「本郷台スクール 保育園」
- 2012　イギリス AR House Award 受賞「川口邸」
- 2011　イギリス AR House Award 2011 Runners up 「Daylight House」
- 2011　木材活用コンクール 日本木材技術センター理事長賞「本郷台スクール 保育園」
- 2011　ドイツ contruct world award New Generation「HOTO FUDO」
- 2011　EuroShop JAPAN SHOP Award 受賞「HOTO FUDO」
- 2011　住まいの環境デザインアワード ML賞「insidehouse & outsidehouse」
- 2011　木の建築賞 日集協集成材建築賞「本郷台教会スクール 保育園」
- 2010　イギリス AR Award HGHLYCOMMENDED「HOTO FUDO」
- 2010　香港 DFA Award winner「HOTO FUDO」
- 2010　オーストリア Daylight Spaces Award winner「LOVE HOUSE」
- 2010　イギリス WA Awards winner「HOTO FUDO」
- 2010　イギリス AR House Award 受賞「LOVE HOUSE」
- 2010　山梨建築文化奨励賞「HOTO FUDO」
- 2010　JCD design award 銀賞「HOTO FUDO」
- 2009　イギリス AR Award 受賞「LOVE HOUSE」
- 2008　東京建築士会 住宅建築賞「屋内と屋外の家」「LOVE HOUSE」
- 2007　SDレビュー 朝倉賞「屋内と屋外の家」
- 2007　東京建築士会 住宅建築賞 奨励賞、「アクリルの家」
- 2005　JIA 東海支部 建築設計競技 銅賞「湧き水パビリオン」
- 2003　東京建築士会 住宅建築賞「茅ヶ崎の家」
- 2001　東京建築士会 住宅建築賞奨励賞 「西田邸」
- 2000　セントラル硝子 国際建築設計競技 佳作「Pedestrian Gardens」
- 1999　JIA 神奈川 大学卒業設計コンクール 銅賞「ROJI KOUEN」

実施コンペ
- 2025　古仁屋小学校プロポーザル　ファイナリスト 佳作
- 2024　道の駅富士吉田プロポーザル　１位
- 2023　山梨県身延町西嶋和紙の里道の駅プロポーザル　２位
- 2023　山梨県甲斐市篠原地区公園プロポーザル　２位
- 2022　山梨県北杜市こどもランドこどもパークプロポーザル　１位
- 2022　佐久市野沢児童館子育て支援施設プロポーザル　ファイナリスト
- 2021　滝観洞受付施設プロポーザル　２位
- 2020　対馬韓国展望所プロポーザル　２位
- 2018　さめうら湖カヌー施設プロポーザル　ファイナリスト
- 2017　金蛇水神社休憩施設プロポーザル　ファイナリスト
- 2016　茅ヶ崎道の駅詳細設計プロポーザル　１位（実施設計完了）茅ヶ崎道の駅プロポ１等案

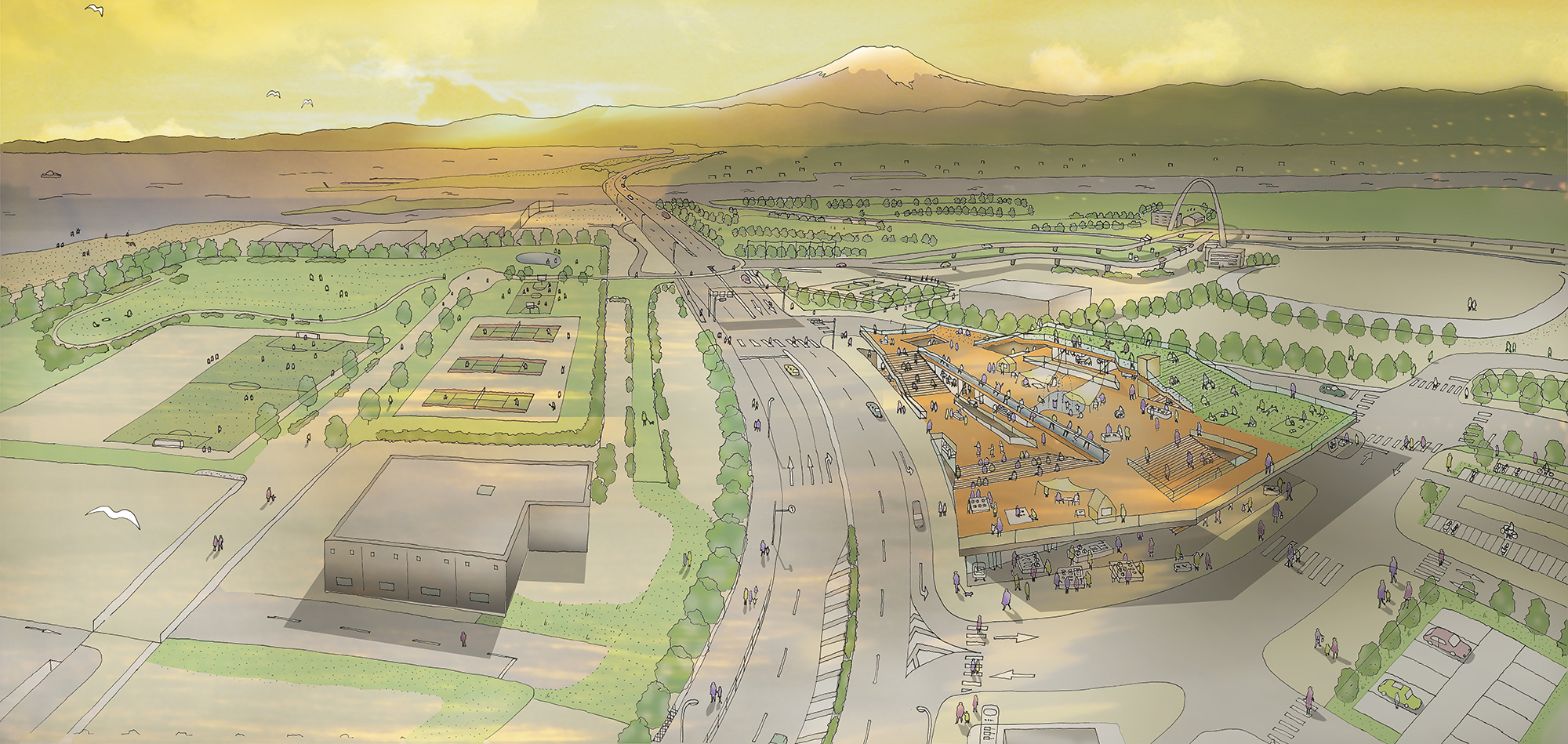
茅ヶ崎道の駅プロポ１等案

- 2013　湘南キリスト教会教会堂指名プロポーザル　１位
- 2011　七ヶ浜町 遠山保育所設計 プロポーザル　ファイナリスト
- 2010　共愛学園 前橋国際大学 設計プロポーザル　選外佳作
- 2008　JIA 近畿 U-40コンペティション六甲山上の展望台　佳作

## その他 講演会、審査員などの活動
- トーク　「家のわたし」ゲスト出演 @浜松SOU（2024年11月30日）
- キャリアトーク　@ 甲陵高校 「Architect」（2023年10月25日）
- 審査員　建築学縁祭2023 一次審査（2023年8月7日）
- 審査員　静岡県建築士事務所協会建築賞（2023年）
- 審査員　国際アイデアコンペ　Reuse the Nymphaeum — Genazzano (Rome)（2022年-2023年）
- 講演会　@ JIA会館 第95回 JIAアーバントリップ・オンライン「小なるものの無限性」／保坂猛が語るふたつの自邸（2022年9月21日）
- 審査員　建築学縁祭2022 一次審査（2022年8月9日）
- 審査員　静岡県建築士事務所協会建築賞（2021年）
- 講演会　愛知建築士会 講演会 zoomウェビナー「LOVE HOUSEからLOVE2 HOUSEへ」（2021年2月7日）
- 講演会　中国出版協会 オンライン「読書とインスピレーション」（2020年9月6日）
- 講演会　@あわぎんホール徳島「学生時代に考えたことそして今」（2019年2月9日）
- 対談　@ASJ東京セル 「自然と建築と芸術 井上文太 x 保坂猛」（2018年5月3日）
- シンポジウム　@建築家会館 第16回光環境シンポジウム「光と建築」（2018年3月13日）
- 展覧会　@ Pompidou-Metz Japan-ness. Architecture（2017年9月9日）
- 審査員　国際アイデアコンペ　ARCHsharing（2017年）
- 職業講話　@ 甲陵高校 「建築家という職業」（2017年9月23日）
- 見学会　JIA 第83回アーバントリップ「若手建築家による最新教会建築３題を訪ねて」（2017年3月30日）
- 講演会　シンポジウム @ 早稲田大学小野記念講堂 「建築における未来の形」（2016年12月10日）
- 講演会　@ JPタワー Vectorworks 2017 新商品発表会にて「愛される建築」（2016年11月22日）
- 職業講話　@ 甲陵高校 「建築家という職業」（2016年9月17日）
- 講演会　服部工務店安全衛生協力会安全大会20周年記念講演会@名古屋国際会議場（2016年6月2日）
- 対談　セントラルガラス国際設計競技50周年記念講演会 @ キャピトルホテル東急（2016年4月15日）
- パネラー　JIA神奈川第５回トークギャラリー プレゼンター（2016年3月25日）
- 職業講話　@ 甲陵高校 「建築家という職業について」（2015年9月26日）
- 講演会　@ 横浜情報文化センター「Ku u so u 建築と空想」（2015年5月16日）
- 講演会　@ 大阪 TOTOテクニカルセンター「ku u so u」（2015年3月20日）
- 講演会　@ 九州産業大学「ku u so u　空想と建築」（2014年11月28日）
- 講演会　@ 関東学院大学「ku u so u」（2014年10月23日）
- 職業講話　@ 甲陵高校 「建築家という職業ーku u so u」（2014年10月04日）
- 展覧会　@ スパイラル「Timberrize」LOVE HOUSE、屋内と屋外の家を出展（2014年9月05日）
- 展覧会　@ プリズミックギャラリー「KAGUTEN2014」moon chairを出展（2014年6月7日）
- 講演会　 @ ハンガリーブダペスト（2014年2月27日）
- 講評会　@ 関東学院大学人間環境デザイン学科第９回HED展（2014年2月28日）
- 講演会　@ JIA会館 「JIA新人賞受賞作と近作を語る」保坂猛x西田司（2013年12月13日）
- ワークショップ　@ リトアニア EAST-EAST4 Kaunas archtecture festival（2013年9月21日）
- パネラー　@ 東京・京橋AGC studio デザインフォーラム「地域を読む」（2013年7月31日）
- 展覧会　@ 東京・京橋AGC studio 「新しい建築の楽しさ2013」展（2013年7月30日）
- 講演会　@ INAXライブミュージアム 「JIA新人賞受賞作を語る」（2013年6月11日）
- 審査員　@ 新潟県大学卒業設計コンクール（2013年5月26日）
- ワークショップ　@ Technical University of Liberec 「smallest museum」（2013年4月7日）
- 審査員　@ 全国合同卒業設計展「卒、13」（2013年3月1日）
- 講演会　@ 横浜市開港記念会館 「JIA新人賞記念講演 DAYLIGHT HOUSE」（2013年3月12日）
- 講演会　@ 神奈川県庁 「環境と共生する建築」（2013年1月30日）
- 講演会　@ 東京理科大学 「近作について」（2012年10月31日）
- 講演会、ワークショップ @ 上田情報ビジネス専門学校 「夢の建築」（2012年10月15日）
- 職業講話　@ 甲陵高校 「建築家という職業ー空想すること、新しい発見」（2012年9月1日）
- 講演会　@ 桑沢デザイン研究所 「屋内と屋外の建築、新しい発見」（2012年8月2日）
- 講演会　@ 工学院大学 「屋内と屋外の建築」 （2012年4月20日）
- 講演会　@ 東京都市大学「屋内と屋外の建築」 （2012年1月16日）
- 講演会　@ 名古屋大学 JIA 東海支部 設計競技 記念講演会 （2011年12月3日）
- 出展　@ スイス　バーゼル AR House Exhibition 「DAYLIGHT HOUSE」（2011年11月12日）
- 審査員　@ 名古屋市立大学 JIA 東海支部 設計競技（2011年10月8日）
- 出展　@ NLA LONDON AR House Exhibition「DAYLIGHT HOUSE」（2011年9月7日）
- 職業講話　@ 甲陵高校 「建築家という職業ー屋内と屋外の建築」（2011年9月17日）
- 講演会　INAX GINZA「保坂猛 西田司 ２人展 スピードスタジオ以降の軌跡」（2011年7月19日）
- 出展　@ Los Angeles Little Tokyo Design Week（2011年7月13日-7月17日）
- 講演会　@ 橦木館 名古屋ゼロワン「屋内でもなく屋外でもない」（2011年6月12日）
- 審査員　@ Bunk Art 第22回JIA神奈川大学卒業設計コンクール（2011年2月26日）
- 対談　荒井彰浩氏と対談 @ 宿ホトリニテ 同時代フォーラム（2011年2月15日）
- 講演会　@ Archi Future「シミュレーションが生み出す新しい建築」（2010年10月28日）
- 見学会　JIA 神奈川 バスツアー「HOTO FUDO」（2010年7月28日）
- 特別講義　@ 近畿大学 「屋内と屋外の建築」（2010年6月4日）
- 講演会　JIA 愛知建築セミナー「屋内のような屋外のような建築」（2010年4月17日）
- プレゼンター　@ Super Deluxe ペチャクチャナイト「HOTO FUDO」（2010年1月27日）
- 講演会　JIA 愛知 建築セミナー「屋内と屋外の新しい関係性」（2009年4月25日）
- 講演会　名古屋 FLAT archi_lecture vol.37「屋内と屋外の関係性」（2008年5月31日）
- 審査員　@ 関西大学 建築x合宿（2008年3月27日）
- 審査員　@ 東海大学 第19回 JIA神奈川 大学卒業設計コンクール（2008年3月20日）
- 審査員　@ 日本建築学会 東京電機大学卒業設計展 DA展（2008年3月1日）

## 出演
- NEVER TOO SMALL「LOVE2HOUSE」
- ルームツアー - 建築家の「19㎡の平屋で“小さい”けど豊かな」暮らし| 保坂猛（2021年10月８日）
- ASJ 建築家のアスリートたち 建築家 保坂猛（2020年3月9日）
- You Tube 一条 「LOVE2HOUSE」
- NHK デザイントークス＋「雨 "rain"」（2019年11月28日）
- ASJのラジオ 「渋谷でアーキテクツ」（2018年8月24日）
- TV朝日 Design code 建築家 保坂猛（2016年1月9日）
- ASJ 建築家のアスリートたち 75 建築家 保坂猛（2013年10月1日）
- テレビ山梨 「富士に浮かぶ雲」（2010年1月20日 PM7:50）

## その他
- FORBS JAPAN - 見上げれば直射月光、浴室は露天。文京区・超狭小「延床6坪平屋」の贅
- FORBS JAPAN - 十字架で「グッドデザイン賞」。施主を唸らせた『90度回転』の意匠
- AXOR - コンパクトラグジュアリー LOVE2 HOUSE 保坂猛
- 淵上正幸のアーキテクト訪問記 【第57回】保坂猛氏にトップガン・インタビューをする
- 保坂 猛｜建築家子供の頃インタビュー - JIA関東甲信越支部
- #CASA - 建築家・保坂猛による狭くても楽しい暮らしが過ごせる33㎡の自邸〈LOVE HOUSE〉
- #CASA - 「住んでみないとその魅力は分かりにくい」建築家・保坂猛が考える自邸へのこだわりやこれからの住まい
- UNICORN SUPPORT Interview#006　保坂猛（2010年9月20日）
- 建設通信新聞 - 【建築】「Daylight House」でJIA新人賞受賞の保坂猛氏に聞く
- 100%LIFE - 自然を直に楽しめる家 LOVE HOUSE
- 100%LIFE - 19㎡の家に暮らすLOVE2 HOUSE
- 100%LIFE - 猫と人が同等に共存する家 Inside out
- 100%LIFE - 小さな幸せがたくさんある家 Put Pot House
- 100%LIFE - バルコニーでできた家で暮らす バルコニーハウス
- 100%LIFE - 繊細につくり出された心地の良いハーモニー 屋内と屋外の家
- 100%LIFE - ふつうの生活空間に非日常感を組み込んで HOUSE119
- AXIS - 保坂猛建築都市設計事務所の最新プロジェクト18m2の小住宅「LOVE2 HOUSE」
- シリーズ・建築思索360° - 第３回 保坂猛が語る“LOVE² HOUSE”と“建築思索”